# 辜仁发
辜仁发（1890年—1966年8月18日），字达岸，湖北省安陆县北乡莲花庵土寨村人。中华民国湖北省政府委员、省政府秘书长。

## 生平
1903年考入湖北武备高等学堂。升入武昌陆军第三中学。和张笃伦、耿伯剑等是同学好友。1908年入日本东京振武学校炮科学习，为蒋介石、张群、阎锡山的学弟，与何应钦、朱绍良、李烈钧、谷正伦等人是同期同学。1911年参加武昌起义，任黄兴总司令部参谋。后返回日本入士官学校第十一期炮科学习。1915年回国随居正、许崇智等去山东省潍县参加护国战争，任中华革命军炮兵团长。
1932年8月湖北省政府主席张群把老同学辜仁发委任为湖北省第三区行政督察专员兼蕲春县县长，创办第三行政区乡村简易师范兼任校长，举办教师讲习班。第三区辖辖蕲春，黄梅，广济，浠水，英山，罗田六县。1933年10月调任江苏省民政厅厅长。1934年去职，回武汉赋闲。1937年2月投靠西北行营主任熊斌，任西北行营中将高参。被委派督修“甘新公路”。1941年7月兼任陕西省政府委员。1943年任陕西省政府秘书长。1944年3月陕西省政府主席的熊斌离职，辜仁发去职回重庆闲居。
1946年张笃伦当上了重庆市长，委任辜仁发为重庆市政府秘书长兼设计委员会副主任。1948年4月张笃伦当上了湖北省政府主席，辜仁发任湖北省政府委员兼省政府秘书长。1949年2月去职，推动武汉和平解放。
1949年后任湖北省人民政府参事，民革湖北省委委员，中苏友协武汉市分会副会长。 1957年被划为右派，薪金由每月150元人民币降到每月40元，后恢复到每月70元。
著有《河边闲话》、《白朗军的始末记》、《辛亥革命阳夏战争述略》等。

## 家人
- 夫人艾承枚，1956年去世
- 妾李淑云：湖南长沙人，1931年结婚
- 长子辜恂：在安陆县老家长大、生活
- 次子辜某：夭折
- 三子辜恒
- 长女辜慕莲，曾用名辜恺悌。1923年8月31日生，重庆中华大学化学专业肄业，1941年参加工作，1982年从武汉中学退休。2000年11月19日因心脏病去世。
  - 长女婿余传弘：1924年出生。重庆中华大学化学专业高一级的学长。中国青年党的创始人和《醒狮报》主编余家菊的次子。1945年结婚。1989年从黄石矿务局驻武汉办事处主任位置上退休。1993年9月7日病故。
- 四子辜恪：上海同济大学建筑专业毕业。
- 次女辜慕兰：华中农业大学工作，1987年离休。丈夫刘道宏是华中农业大学的教授.